# Ghetto Minsk

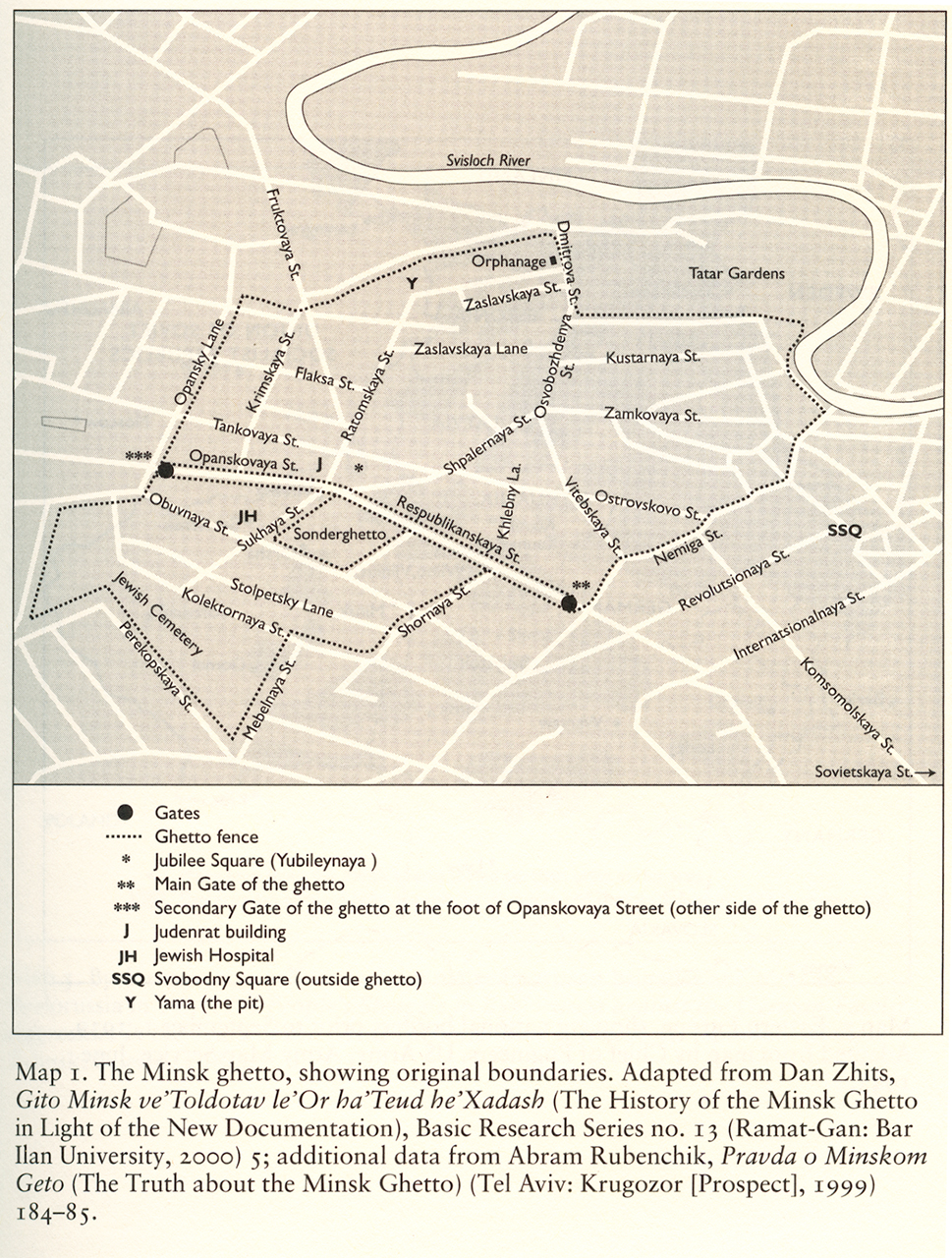
Karte des Ghetto Minsk (1941/1943)

Das Ghetto Minsk war ein von den deutschen Besatzungstruppen abgeriegelter Stadtbezirk im Nordwesten von Minsk, damals Hauptstadt der Weißrussischen SSR, in dem die Deutschen von Juli 1941 bis zum Oktober 1943 die örtliche jüdische Einwohnerschaft, ab November 1941 zusätzlich auch deportierte Juden aus deutschen Städten, gefangen hielten. Zum Teil wurden als „arbeitsfähig“ betrachtete Juden von dort zu Zwangsarbeiten abkommandiert.
Als die Wehrmacht Ende Juni 1941 Minsk besetzte, hielten sich noch etwa 75.000 Juden in der Stadt auf, von denen die große Mehrzahl ins Ghetto deportiert wurde. Nachdem zunächst vor allem nicht arbeitsfähige Menschen von Deutschen umgebracht wurden, verblieben bis zum August 1942 weniger als 9000 Insassen im Ghetto. Das Ghetto wurde am 21. Oktober 1943 liquidiert, wobei die meisten Gefangenen in Sobibor und im nahegelegenen Vernichtungslager Maly Trostinez ermordet wurden. Bei der Übernahme der Stadt durch die Rote Armee am 3. Juli 1944 verblieben nur wenige jüdische Überlebende.

## Geschichte
Die Errichtung eines Ghettos wurde auf lokaler Ebene durch Militärdienststellen unter dem Feldkommandanten Oberstleutnant Karl Schlegelhofer unter Beratung durch die Einsatzgruppe B eingeleitet. Die Vorbereitungen erfolgten, während im Gefangenenlager Drozdy Massenmorde an jüdischen Männern im wehrfähigen Alter aus Minsk stattfanden. Eine zeitliche Parallele die typisch für die Frühphase der deutschen Besatzung in der Sowjetunion war. Ab dem 19. Juli fiel Minsk unter den Befehl des Berück der Heeresgruppe Mitte, Max von Schenckendorff. Am gleichen Tag gab der Oberfeldkommandant 392, Generalmajor Eckart von Tschammer und Osten, die Anordnung zur Errichtung des Ghettos heraus.

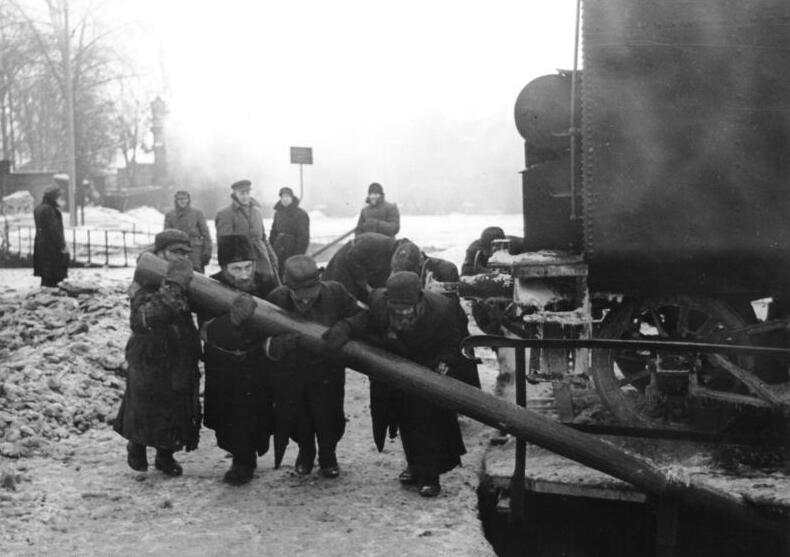
Jüdische Zwangsarbeiter an der Drehscheibe des Eisenbahnwerkes, Minsk, Februar 1942

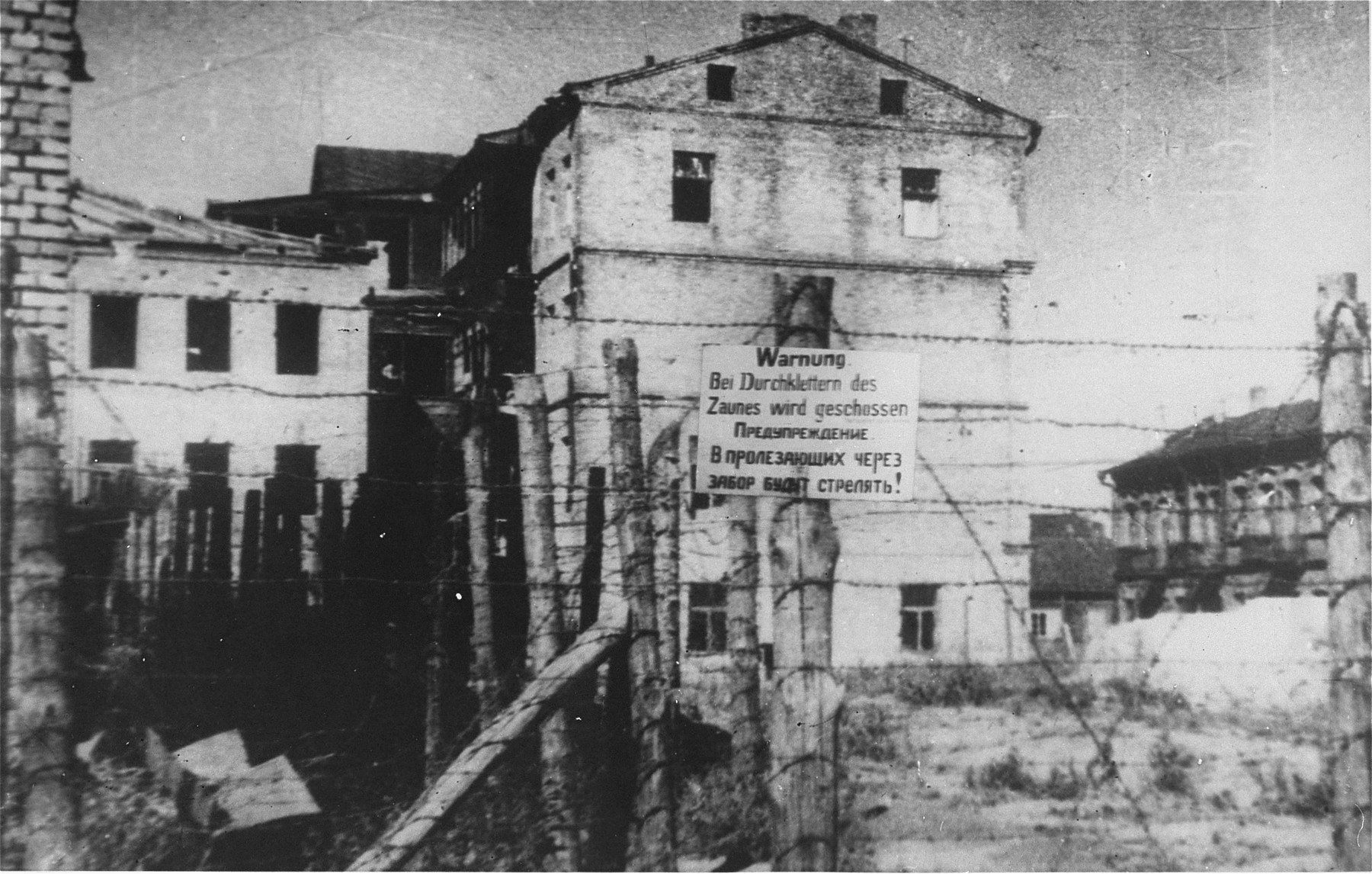
Warnung vor Schusswaffengebrauch am „Gross-K-Werk Minsk“, einem Zwangsarbeiterunternehmen von Daimler-Benz (Foto 1941)

Im Juli 1941 wurden etwa 60.000 Minsker Juden in einem zwei Quadratkilometer großen Stadtviertel im Nordosten konzentriert (u. a. damalige Chlebnaja-, Ostrowski-, Schornaja-, Kollektornaja-Straße, Jubilejni-Platz und ein Friedhof). Dieser Bereich war auf der Grundlage von 1,5 m² pro Erwachsenen berechnet. Ein sogenannter Judenrat wurde geschaffen, der, ähnlich wie in anderen Ghettos, die Verantwortung für die Umsetzung der deutschen Befehle trug. Alle Juden mussten gelbe Flecken als Erkennungsmarken vorne und hinten auf der Kleidung tragen. Eine „Arbeitsbörse“ wurde eingerichtet, die arbeitsfähige Juden registrierte und zur Zwangsarbeit außerhalb des Ghettos zwang.
Das gesamte Vermögen der jüdischen Bevölkerung war nach einem Erlass des Stadtkommissars Dr. Kaiser vom 1. November 1941 anzumelden. In der Minsker Oper ließ der Generalkommissar für das Ostland Hinrich Lohse ein riesiges Lager mit Bekleidung aus dem „Judennachlass“ einrichten. Juden aus dem Ghetto mussten die Kleidungsstücke sortieren. Die Erlöse wurden dem Konto „Judenvermögen“ bei der Finanzverwaltung Riga unter Friedrich Karl Vialon gutgeschrieben.

### Razzien und Massenmorde
Im August 1941 erfolgten die ersten so genannten „Aktionen“ – Razzien, bei denen Bewohner des Ghettos zusammengetrieben und zur Erschießung in ein Minsker Gefängnis gebracht wurden (14., 26. und 31. August; fast ausschließlich Männer, etwa 5.000 Menschen).
Am 15. August beobachtete Heinrich Himmler in Begleitung seines Stabschefs Karl Wolf, Erich von dem Bach-Zelewski dem HSSPF Russland-Mitte, Hans-Adolf Prützmann, dem HSPFF Russland-Nord sowie dem Kameramann des Führers, Walter Frentz, morgens die Exekution von etwa hundert Personen, von denen ein Großteil aus dem Ghetto Minsk zur Hinrichtungsstätte gebracht worden war. Anschließend besuchte die Delegation noch das Ghetto und das Lager Drozdy bei Minsk.
Große Massaker wurden nach dem russischen Sprachgebrauch als Pogrom bezeichnet, während in den polnischen und litauischen Ghettos die Bezeichnung Aktion gebräuchlich war.
Das erste Pogrom begann am 7. November 1941 um Platz für Juden aus dem Reichsgebiet zu schaffen. Es wurden allein in der Nähe der Kaserne von Tutschinka nach SS und Polizeiangaben 6.624 Juden aus dem Ghetto getötet. Am 20. November 1941 wurden im zweiten Pogrom wahrscheinlich 5.000 bis 7.000 Menschen unter der Federführung des Sonderkommandos 1b durch fremdvölkische Schutzmannschaften des SS- und Polizeiführers Carl Zenner zusammengetrieben und ebenfalls bei Tutschinka erschossen. Danach gab es mehrere Monate mehr keine großangelegten Pogrome, teilweise weil Bedarf an ausgebildeten Arbeitskräften bestand und teilweise, weil der außergewöhnlich strenge winterliche Frost das Ausheben von Massengräbern verhinderte.
Am 2. März 1942, dem Purimfest, begann das nächste Pogrom offenbar aus lokaler Initiative unter der Leitung von SS-Sturmbannführer Walter Hofmann. Nach Angaben der Sicherheitspolizei wurden 3.412 Menschen ermordet und im Ghetto sprach man von 5.000 Opfern. Die Zivilverwaltung nutzte die Massenmorde, um das Ghetto zu verkleinern. Weitere nächtliche Mordaktionen, begründet von deutscher Seite mit der Jagd auf Partisanen, gab es am 31. März, am 3., 15. und 23. April 1942 sowie eine im Mai 1942, als zwei viergeschossige Gebäude in Brand gesetzt und alle Bewohner bei lebendigem Leibe verbrannt wurden.
Die Ernährung bestand im „Ghetto“ für registrierte Bewohner aus 200 Gramm Brot pro Tag, Arbeiter bekamen in einigen Fabriken mittags eine dicke Suppe.
Am 28. Juli 1942 setzten die Deutschen bei ihren „Aktionen“ erstmals Gaswagen ein (russisch Duschegubki), mit denen alle „nicht arbeitsfähigen“ Personen in diesen umgebauten Lastkraftwagen abtransportiert und ermordet wurden. Tags darauf wurden auch alle Patienten des Krankenhauses an Ort und Stelle erschossen, das Personal und die Ärzte abtransportiert. Bis zum 1. August durchsuchten lokale Polizisten und Deutsche die Häuser nach Verstecken (so genannte Maliny). Eine Augenzeugin berichtet, dass deutsche Häscher, nachdem sie ein Versteck entdeckt hatten und die Bewohner nicht hervor kamen, Handgranaten hinein warfen. Insgesamt wurden bei dieser „Aktion“ 3.500 reichsdeutsche und 6.500 weißrussische Juden in Minsk ermordet. Am Abend desselben Tages wurden die Arbeiter, die man vier Tage lang in den Fabriken festgehalten hatte, wieder in das Ghetto zurückgeführt. Es verblieben knapp 9.000 Menschen.
Ab Februar 1943 begann der SS-Hauptscharführer Adolf Rübe, der sich bei der „Liquidierung“ des Sluzker Ghettos hervorgetan hatte, seine Tätigkeit im Ghetto Minsk. Er war wegen seiner Brutalität und Erschießungen auf offener Straße gefürchtet.
Im Mai 1943 wurden die jüdischen Arbeiter des Gefängnisses ermordet, im April 1943 wurden das Kinder- und das Invalidenheim „liquidiert“, die Bewohner an Ort und Stelle erschossen oder abtransportiert und ermordet. Gleichzeitig wurden vom Widerstand zunehmend Bewohner des Ghettos ausgeschleust und zu den Partisanen gebracht.
Am 21. Juni erging Himmlers Befehl zur Auflösung der Ghettos im Reichskommissariat Ostland. Am 14. September wurde ein Transport mit 300 jungen Männern aus dem Reich sowie 480 Insassen aus Maly Trostenez nach Majdanek zusammengestellt. Wahrscheinlich am gleichen Tag wurden knapp 2.000 Menschen in Blagovschtschina erschossen. Die letzten noch lebenden Juden wurden im Sonderghetto nahe dem jüdischen Friedhof zusammengedrängt. Zwischen dem 21. und 23. Oktober fiel die Sipo unter BdS Erich Ehrlinger in das Ghetto ein. Die verbliebenen Insassen, wahrscheinlich 1.000 Menschen wurden in Blagowschtschina getötet.

### Sonderghetto für reichsdeutsche Juden
Für die zweite Evakuierung von Juden aus dem Altreich einschließlich Ostmark und dem Protektorat Böhmen-Mähren plante das RSHA zwanzig Transporte für die Monate November und Dezember 1941 ins Ghetto Minsk.
Tatsächlich trafen zwischen dem 11. November und dem 5. Dezember 1941 in sieben Zügen aus Hamburg, Düsseldorf, Frankfurt am Main, Berlin, Brünn, Bremen und Wien rund 7.000 Juden ein.
| Zug   | Abgangsort       | Datum             | Ankunftsort | Ankunft      | Anzahl      | Überlebende |
| ----- | ---------------- | ----------------- | ----------- | ------------ | ----------- | ----------- |
| Da 51 | Hamburg          | 8. November 1941  | Minsk       | 11. November | 968/1.004   | 10          |
| Da 52 | Düsseldorf       | 10. November 1941 | Minsk       | 15. November | 993         | 4           |
| Da 53 | Frankfurt (Main) | 12. November 1941 | Minsk       | 17. November | 1.042/1.052 | 8           |
| Da 54 | Berlin           | 14. November 1941 | Minsk       | 18. November | 956/1.030   | 4           |
| Da 55 | Brünn            | 16. November 1941 | Minsk       | 20. November | 999         | 13          |
| Da 56 | Bremen/Hamburg   | 18. November 1941 | Minsk       | 22. November | 978/1.010   | 6           |
| Da 57 | Wien             | 28. November 1941 | Minsk       | 5. Dezember  | 1.001       | 3           |

Weitere geplante Züge wurden wegen eklatanter Nachschubprobleme der Wehrmacht in der Schlacht um Moskau abgebrochen und ins so genannte Ghetto Riga bzw. in das Lager Jungfernhof umgeleitet. Etwa 1.400 der nach Minsk deportierten Juden wurden für Zwangsarbeiten in Reparaturwerkstätten, Versorgungslagern der Wehrmacht, der NS-Bauorganisation Todt und der Reichsbahn zugewiesen.
Die Hamburger Juden mussten zunächst hunderte von Leichen des ersten Pogroms aus ihrer ersten Unterkunft im sogenannten „Roten Haus“ räumen. Dann wurden zwei Sonderghettos mit Stacheldraht umzäunt. Im Sonderghetto I (Hamburger Ghetto) wurden die Juden aus Hamburg, Düsseldorf und Frankfurt untergebracht, während das Sonderghetto II zur Unterbringung der Deportierten aus Berlin, Brünn, Hamburg/Bremen und Wien diente. Sie erhielten einen gemeinsamen Judenrat unter dem Hamburger Transportleiter Dr. Franck, der eine Gemeinschaftsküche und eine provisorisch Krankenstation einrichtete und die Koordinierung der Arbeitskräfte vornehmen musste.
Als im Mai 1942 wieder Deportationszüge aus dem Reich nach Minsk fuhren, wurden die Deportierten nicht mehr ins Ghetto gebracht, sondern mit Lastwagen direkt zur Exekution ins Vernichtungslager Maly Trostenez gefahren oder in Gaswagen auf dem Weg dorthin ermordet.

### Widerstandsbewegung

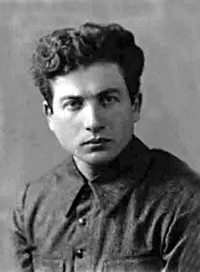
Mikhail Gebelev, Organisator des Ghetto-Widerstandes, 22. Juni 1941

Im Ghetto organisierte sich Widerstand gegen die Besatzer. Das Ziel war möglichst viele Menschen aus dem Lager zu retten, da die Wälder im Umland Schutz bieten konnten. Die Widerstandsbewegungen in Minsk arbeiteten von Anfang an im sowjet-kommunistischen Geiste, ohne konkrete Befehle oder Materiallieferungen von sowjetischer Seite zu erhalten. Es wurden Verbindungen zum städtischen Widerstand im nichtjüdischen Teil von Minsk und zu den Partisanen in den Wäldern rund um Minsk hergestellt und Waffen, Kleidung und Medizin (aus den Fabriken, in denen Juden Zwangsarbeit leisten mussten) und einzelne Personen aus dem Ghetto dorthin geschleust. Im Februar 1942 wurde der Vorsitzende des „Judenrates“ Eliyahu (Ilja) Muschkin, der die Partisanen unterstützt hatte, festgenommen und erschossen.
Der kommunistische deutsche Luftwaffenpilot Willi Schultz verliebte sich in die Jüdin Ilse Stein und floh mit ihr und weiteren etwa 25 Menschen mit Hilfe des Widerstandes in einem Lkw zu den Partisanen.
Dem Ghettowiderstand gelang es mehrere tausend Juden zu den sowjetischen Partisaneneinheiten zu bringen. Die genaue Zahl ist unbekannt.

## Aufarbeitung
Ein Polizeibericht des Transports von Düsseldorf nach Minsk wurde später in einem Londoner Archiv entdeckt.
An die jüdischen Opfer des Ghettos Minsk erinnert eine Figurengruppe an der so genannten „Jama“ (Grube), die der Bildhauer Leonid Lewin gestaltete, der auch mit anderen Werken, vor allem mit der Gestaltung des belarussischen Denkmalkomplexes in Chatyn auch über Belarus hinaus bekannt wurde.

## Film
- Ulf von Mechow: Die Jüdin und der Hauptmann. 1996, Dokumentarfilm über Ilse Stein und Willi Schultz.